# Враги (фильм, 1977)
«Враги» — советский фильм 1977 года режиссёра Родиона Нахапетова, экранизация одноимённой пьесы Максима Горького по сценарию Абрама Роома.

## Сюжет
- Экранизация одноимённой пьесы Максима Горького.

Начало XX в. Хозяева одного из российских заводов Захар Бардин и Михаил Скоробогатов собираются закрыть предприятие, чтобы утихомирить рабочих, требующих уволить мастера-самодура. Скоробогатов вызывает войска для усмирения недовольных, что оканчивается трагически для всех.

## В ролях
- Иннокентий Смоктуновский — Захар Бардин
- Елена Соловей — Полина, жена Захара Бардина
- Регимантас Адомайтис — Яков Бардин
- Марина Неёлова — Татьяна, жена Якова Бардина, актриса
- Олег Ефремов — Михаил Скроботов, купец, компаньон Бардиных
- Алла Майкова — Клеопатра, жена Михаила Скроботова
- Юозас Будрайтис — Николай Скроботов, брат Михаила Скроботова, юрист, товарищ прокурора
- Вера Глаголева — Надя, племянница Захара Бардина
- Николай Гриценко — Печенегов, генерал в отставке, дядя Бардиных
- Михаил Голубович — Синцов, конторщик
- Николай Корноухов — Пологий, конторщик
- Борис Сабуров — Конь, отставной солдат
- Николай Ерофеев — ротмистр Бобоедов
- Николай Трофимов — Левшин, рабочий
- Евгений Безрукавый — Греков, рабочий
- Михаил Васьков — Рябцов, рабочий
- Виктор Шульгин — рабочий
- Александра Харитонова — служанка

В эпизодах: Иван Косых, Александр Вахтеров, Юрий Овсянко, Евгений Леонов-Гладышев и другие.